# Lebăr

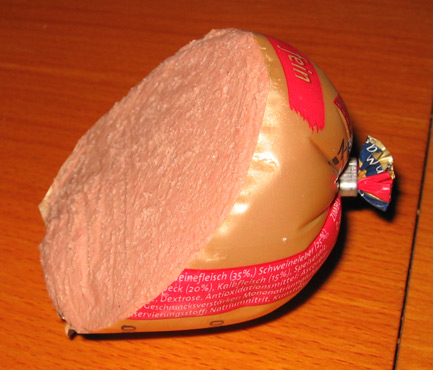
Morceau de lebar.

Le lebăr est une charcuterie roumaine à base de viande de porc.
Le lebăr est la version roumaine du Leberwurst allemand ou plus connu en France sous l'appellation de « saucisse de pâté de foie », mais contrairement à la saucisse allemande qui utilise de la viande bovine, le lebăr utilise de la viande porcine.
Le lebăr est préparé avec du foie de porc, de la slănină, de la viande de porc, des oignons hachés et des œufs entiers. La viande, le foie et le lard sont coupés en morceaux et bouillis avant d’être hachés et mélangés avec des oignons, des épices et des œufs. Selon la recette, le hachis est plus ou moins fin et on bout la composition avant ou après l’avoir introduit dans des boyaux de porc. 
La proportion de foie de porc se situe entre 10 et 15 %. Une proportion plus élevée de foie aurait un goût trop fort ou presque impossible à tartiner sur du pain à cause de la structure de la purée de foie. 
Le lebăr est un des plats traditionnels roumains, qui est consommé principalement pour les vacances d'hiver. Il a un goût parfumé et doux de pâté de foie. Il est généralement servi en entrée au dîner de Noël, en tranche sur du pain avec de la moutarde et des murături.